# Anja Koser
Anja Koser (* 9. Mai 1970) ist eine ehemalige deutsche Fußball- und Handballspielerin.

## Karriere
Koser gehörte 19-jährig zunächst der SSG 09 Bergisch Gladbach als Mittelfeldspielerin an und bestritt in der Saison 1989/90 in der Verbandsliga Mittelrhein Punktspiele, mit denen sie zur Meisterschaft beitrug. Infolgedessen war ihre Mannschaft für die Endrunde um die Deutsche Meisterschaft als eine von drei Vertretern des Regionalverbandes West qualifiziert. Nach Siegen über den KBC Duisburg mit 5:2 und den Schmalfelder SV mit 7:0 – jeweils nach Hin- und Rückspiel – im Achtel- bzw. Viertelfinale und dem erst im Elfmeterschießen mit 4:3 im Halbfinale bezwungenen FC Bayern München erreichte sie mit ihrer Mannschaft das Finale. Am 24. Juni 1990 war sie mit ihrer Mannschaft, dem TSV Siegen, in dessen heimischen Leimbachstadion mit 0:3 unterlegen; dabei wirkte sie 60 Minuten lang mit, bevor sie für ihre Mitspielerin Schulz ausgewechselt wurde.
Nach ihrem sportlichen Beginn im Fußball wandte sie sich dem Handballsport zu und kam von 1990 bis 1993 für den TSV Bayer 04 Leverkusen in der Bundesliga zum Einsatz.
Von 1993 bis 1995, erneut dem Fußball zugeneigt, spielte sie für Grün-Weiß Brauweiler in der seit der Saison 1990/91 eingeführten, seinerzeit noch zweigleisigen Bundesliga. Als Zweiter der Gruppe Nord war ihre Mannschaft zur Teilnahme an der Endrunde um die Deutsche Meisterschaft qualifiziert. Das Finale in Pulheim am 19. Juni 1994 wurde mit 0:1 gegen den TSV Siegen denkbar knapp verloren, nicht so das bereits am 14. Mai 1994 im Olympiastadion Berlin vor 30.000 Zuschauern – als Vorspiel zum Männerfinale – ausgetragene Finale um den Vereinspokal; dieses gewann sie mit ihrer Mannschaft mit 2:1.
Als Sieger der Gruppe Nord wurde in der Folgesaison erneut das Meisterschaftsfinale erreicht, das ebenfalls in Pulheim – diesmal mit 0:2 gegen den FSV Frankfurt verloren wurde, wie auch zuvor das Pokal-Halbfinale, das erst mit 4:5 im Elfmeterschießen zugunsten der Frankfurter Mannschaft einen Sieger fand.
Die Vereinszugehörigkeit von 1995 bis 1999 ist nicht bekannt; Koser trat für Grün-Weiß Brauweiler erst wieder mit Saisonbeginn 1999/2000 in der nunmehr eingleisigen Bundesliga in Erscheinung. Vom 5. September 1999 (2. Spieltag) bis 21. Mai 2000 (22. Spieltag) bestritt sie elf Saisonspiele, in denen sie vier Tore erzielte. In der Folgesaison bestritt sie mit dem 5:2-Sieg im Heimspiel über den bereits feststehenden Deutschen Meister 1. FFC Frankfurt, in dem sie zwei Tore beisteuerte, ihr einziges Saisonspiel für den seit 1. Juni 2000 eigenständigen FFC Brauweiler Pulheim.
Danach war sie eine Zeit lang für die SpVgg Oberaußem-Fortuna, einem in Bergheim im Rhein-Erft-Kreis beheimateten Verein, in der drittklassigen Regionalliga West aktiv, bevor sie – zum FFC Brauweiler Pulheim zurückgekehrt – ihre Spielerkarriere bei diesem mit Ablauf der Premierensaison der 2. Bundesliga Nord als Meister dieser Spielklasse und als Torschützenkönigin mit 27 Toren im Alter von 35 Jahren beendete.

## Erfolge
SSG 09 Bergisch Gladbach
- Finalist Deutsche Meisterschaft 1990
- DFB-Pokal-Halbfinalist 1990

Grün-Weiß Brauweiler
- Finalist Deutsche Meisterschaft 1994, 1995
- DFB-Pokal-Sieger 1994, -Halbfinalist 1995